# Ignazio La Russa
Ignazio La Russa, né le 18 juillet 1947 à Paternò (Sicile), est un avocat et homme politique italien.
Après avoir milité dans des mouvements de jeunesse néofascistes et anticommunistes, il est élu député sous les couleurs du Mouvement social italien (MSI) en 1992. Il contribue ensuite à la création de l'Alliance nationale (AN), aux côtés de Gianfranco Fini.
Il est ministre de la Défense de 2008 à 2011, dans le gouvernement Berlusconi IV. Parallèlement, il préside l'AN jusqu'à la dissolution du parti dans Le Peuple de la Liberté (PdL) en 2009.
En 2012, il quitte le PdL et prend part à la création du parti Frères d'Italie (FdI), dont il devient le président quelques mois plus tard, avant de laisser la place à Giorgia Meloni.
Après la victoire de la coalition de centre droit aux élections parlementaires de 2022, il est élu président du Sénat de la République et devient ainsi le deuxième personnage de l'État italien.

## Situation personnelle

### Origines familiales
D'origine sicilienne, Ignazio Benito Maria La Russa est le fils d'Antonino La Russa. Celui-ci, sénateur issu du Mouvement social italien entre 1972 et 1992, avait été secrétaire politique du Parti national fasciste à Paternò durant les années 1940. C'est en hommage à Benito Mussolini qu'il a décidé de donner à son fils ce deuxième prénom.
Son frère aîné Vincenzo a notamment été sénateur et député tandis que l'un de ses frères cadets Romano a siégé au Parlement européen pendant quelques années.

### Formation et carrière d'avocat
Ignazio fait ses études à Saint-Gall, puis dans une université de Suisse allemande. Il obtient ensuite son diplôme de juriste à l'université de Pavie.
Avant de se consacrer exclusivement à l'activité politique, il mène une carrière d'avocat. Pendant cette période, il défend notamment les parties civiles dans des procès pour les meurtres commis par des terroristes d'extrême gauche dans le contexte des années de plomb.

## Parcours politique

### Débuts néofascistes

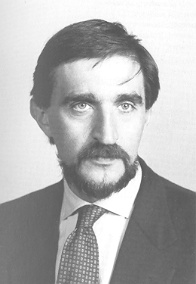
Ignazio La Russa en 1992.

Très jeune missino, il dirige le Front de la jeunesse et gravit rapidement les échelons au sein du MSI. Il apparaît aussi en 1972 dans le long-métrage Viol en première page de Marco Bellocchio, qui s'ouvre sur les images non fictives de la réunion d'un mouvement anticommuniste.
Après son élection comme conseiller régional de Lombardie en 1985, il décide de briguer un mandat parlementaire comme l'avait fait son père. Lors des élections parlementaires de 1992, il est simultanément élu à la Chambre des députés et au Sénat. Il décide finalement de quitter le conseil régional pour siéger à la chambre basse.
À cette époque, il fait partie des fondateurs de l'Alliance nationale, un parti-national conservateur créé sur les cendres du MSI et dirigé par Gianfranco Fini, qui fait de La Russa l'un de ses adjoints. Réélu député lors des élections législatives de 1994, il devient vice-président de la Chambre des députés auprès d'Irene Pivetti.
Continuellement réélu député par la suite, il préside le groupe AN de la Chambre entre 2001 et 2003, puis de 2004 à 2008.

### Ministre de la Défense
Après la victoire de la droite aux élections parlementaires de 2008, Ignazio La Russa est mentionné parmi les ministrables de la nouvelle majorité. Il est effectivement nommé ministre de la Défense dans le quatrième gouvernement formé par Silvio Berlusconi, le 7 mai 2008. Quelques jours plus tard, il devient président par intérim de l'AN en attendant la dissolution du parti dans Le Peuple de la liberté (PdL).

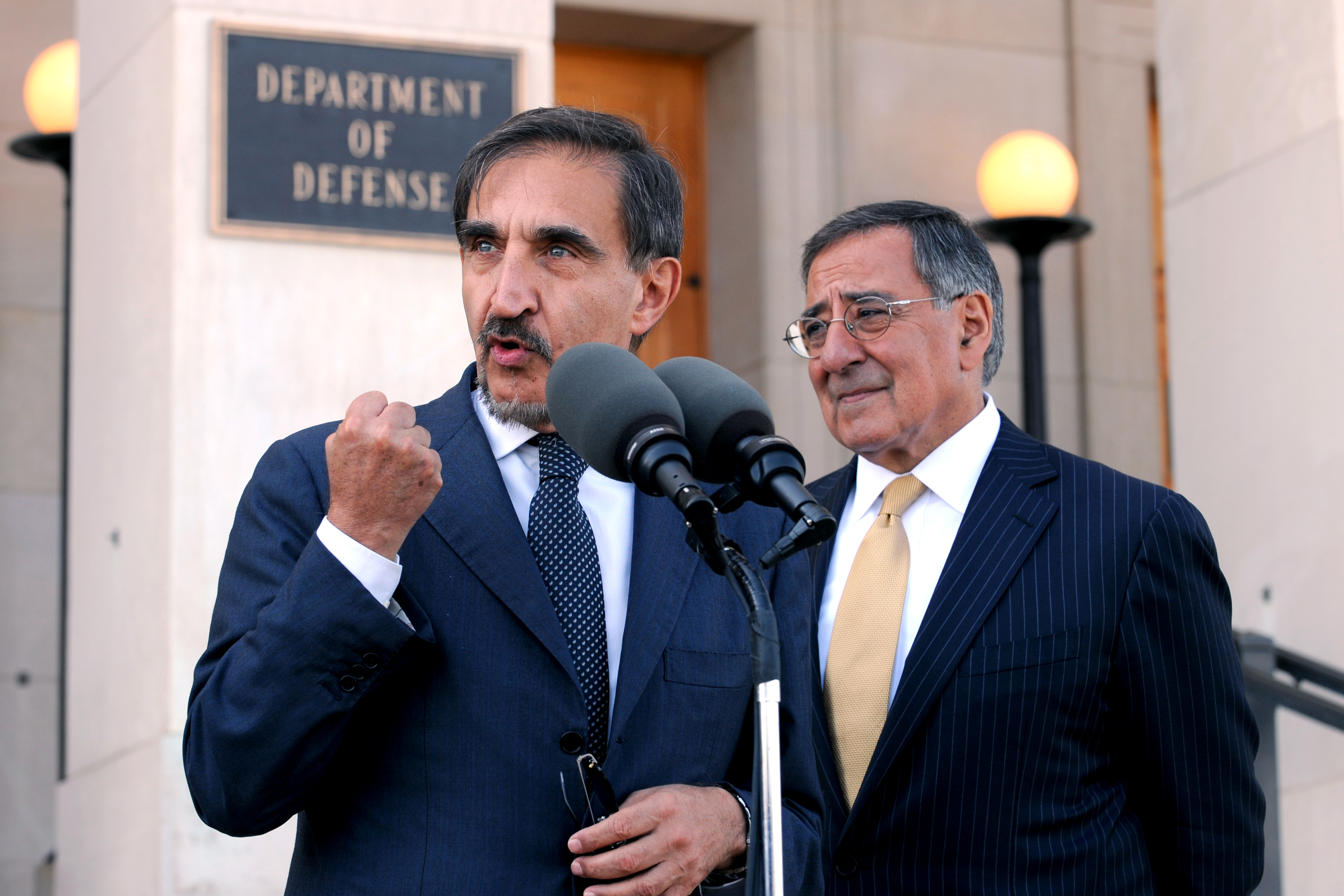
La Russa et son homologue américain, Leon Panetta, en 2011.

Au sein du PdL, il fonde le courant La nostra destra (« Notre droite ») pour revendiquer sa culture politique d'origine et peser face à Gianfranco Fini, dont il s'éloigne,.
Candidat aux élections européennes du 7 juin 2009 pour la circonscription Italie Nord-Ouest, il est élu eurodéputé après avoir obtenu 223 986 voix. Préférant conserver son mandat parlementaire national, il renonce finalement à siéger au Parlement européen. 
Il convainc Silvio Berlusconi de faire participer l'Italie à l'intervention militaire de 2011 en Libye, malgré les réticences initiales de celui-ci en raison de son amitié avec Mouammar Kadhafi.

### Cofondateur de Frères d'Italie
En décembre 2012, il quitte le PdL avec Giorgia Meloni et Guido Crosetto pour fonder Frères d'Italie, un parti nationaliste sous la bannière duquel il est réélu député lors des élections parlementaires de 2013 et dont il devient président le 4 avril suivant. 
Se plaçant dans l'opposition au gouvernement Letta, il est néanmoins élu président de commission permanente à la Chambre avec l'appui du PdL le 7 mai 2013.
Après presque vingt-six années passées sur les bancs de la Chambre des députés, il est élu sénateur de Lombardie en 2018. Dans la foulée, après avoir obtenu 119 voix en sa faveur, il devient vice-président du Sénat auprès de sa nouvelle présidente, Elisabetta Casellati.

### Président du Sénat

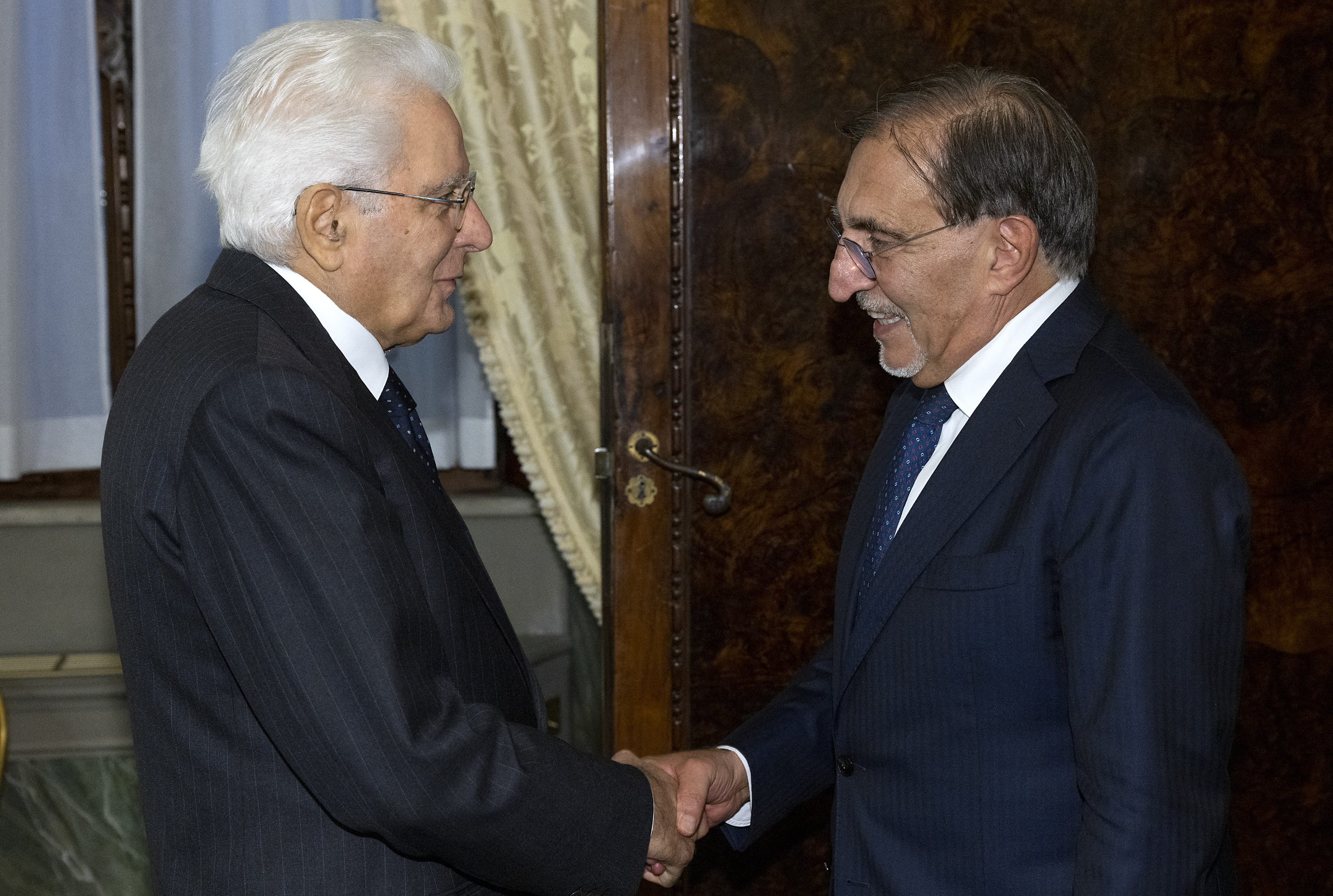
Ignazio La Russa rencontrant le président de la République Sergio Mattarella au Quirinal, peu après son élection à la présidence du Sénat.

À la suite des élections parlementaires de 2022, Ignazio La Russa est pressenti pour devenir président du Sénat. Activement soutenue par Giorgia Meloni et son parti, sa candidature est accueillie fraîchement par la Ligue, qui aurait préféré celle de Roberto Calderoli, et rencontre l’opposition de Silvio Berlusconi, qui convoitait lui-même cette fonction. Malgré ces dissensions, La Russa est désigné candidat de la coalition de centre droit,.
Le 13 octobre 2022, après l'ouverture de la XIXe législature, Ignazio La Russa est élu président de la chambre haute du Parlement italien avec 116 suffrages des 186 votants, soit une voix de plus que le nombre d’élus de la coalition de droite. En fait, alors que plusieurs sénateurs de Forza Italia ont fait défection à la demande de Berlusconi, il a obtenu au moins 17 voix venues de l'opposition de gauche,. C'est la première fois depuis l'instauration de la République qu'un nationaliste provenant d'une formation post-fasciste occupe le deuxième rang dans l'ordre protocolaire et constitutionnel, derrière le chef de l'État.
En mars 2023, quelques semaines avant la commémoration du 25 avril 1945, il se fait remarquer par des propos controversés au sujet de l'attentat de Via Rasella. Ses opposants dénoncent des positions révisionnistes et jugent ces déclarations peu dignes de sa fonction,. Alors que l'Association nationale des partisans italiens réclame sa démission, la présidente du Conseil Giorgia Meloni lui demande de présenter des excuses. La Russa finit par céder à cette requête sans pour autant renoncer à la présidence de la haute assemblée.

## Position politique
Souvent considéré comme un néofasciste par ses détracteurs,, La Russa se définit lui-même comme un conservateur. Il revendique néanmoins sa sympathie pour le fascisme et collectionne des objets commémorant Benito Mussolini,.
Tout au long de sa carrière, il s'est fait le porte-parole de l'aile dure de la droite italienne sur des sujets variés comme la sécurité des citoyens, l'immigration, la famille, la pression fiscale et l'identité nationale.

## Fonctions et mandats

### Au gouvernement
- 8 mai 2008 – 16 novembre 2011 : ministre de la Défense.

### Au Sénat
- Depuis le 23 mars 2018 : sénateur de Lombardie.
- 28 mars 2018 – 12 octobre 2022 : vice-président du Sénat de la République.
- Depuis le 13 octobre 2022 : président du Sénat de la République.

### À la Chambre des députés
- 23 avril 1992 – 22 mars 2018 : député.
- 25 mai 1994 – 8 mai 1996 : vice-président de la Chambre des députés.
- 5 juin 2001 – 8 octobre 2003 : président du groupe Alliance nationale à la Chambre des députés.
- 25 novembre 2004 – 28 avril 2008 : président du groupe Alliance nationale à la Chambre des députés.